# Sonate pour piano no 9 de Prokofiev
La Sonate pour piano no 9 opus 103 en do majeur est une sonate de Serge Prokofiev. Composée en 1946-47, elle est dédiée au pianiste Sviatoslav Richter qui la créa le 21 avril 1951. Le compositeur déclara : « Ce sera votre sonate… mais ne vous attendez pas à une œuvre avec effets. Ce n'est pas destiné à frapper la grande salle du Conservatoire… ».

## Mouvements
1. Allegretto
2. Allegro strepitoso
3. Andante tranquillo
4. Allegro con brio ma non troppo presto

## Analyse de l'œuvre
« Il me faisait part, confiait Mira Mendelssohn, de son désir d'une langue musicale simple et claire. Il y pensait depuis longtemps avec obstination et ces pensées l'agitaient profondément ; même lorsqu'il parlait de clarté et de simplicité, il disait toujours qu'il ne s'agissait pas de la « simplicité ancienne » consistant en la répétition de ce qui avait été déjà dit, mais d'une simplicité nouvelle, liée au sens nouveau de notre vie. »
Toujours est-il qu'on peut s'interroger sur la signification de cette sonate ; non seulement, elle clôt la série des sonates, mais est la dernière partition pianistique du compositeur ; il s'agit de la plus calme des sonates, la plus simple : le nouveau ton, plus détendu, plus apaisé, plus limpide de Prokofiev peut être attribué au changement de caractère de l'homme vieillissant et malade qui a troqué l'énergie de sa jeunesse contre une attitude plus contemplative. Mais cette œuvre n'est-elle pas l'aboutissement de la simplicité nouvelle dont il était en quête depuis plusieurs années?